# اوريستي كونتي
اوريستي كونتي (بالإيطالية: Oreste Conte)‏ مواليد 19 يوليو 1919 في أوديني - الوفاة 7 أكتوبر 1956 في بيرغامو، كان دراج إيطالي.

## روابط خارجية
- اوريستي كونتي على موقع أرشيف الدراجات (الإنجليزية)
- اوريستي كونتي على موقع إحصائيات الدراجات الإحترافية (الإنجليزية)
- اوريستي كونتي على موقع CycleBase (الإنجليزية)